# Казанцев, Николай Иосифович
Николай Иосифович Казанцев — советский хозяйственный и государственный деятель, Герой Социалистического Труда, лауреат Государственной премии СССР за выдающиеся достижения в труде.

## Биография
Родился в 1936 году в посёлке Ощепково, ныне в составе Пышмы. Член КПСС.
В 1955—1996 — подручный кузнеца, кузнец, бригадир кузнецов на молотах и прессах Уральского завода тяжёлого машиностроения имени Серго Орджоникидзе Министерства тяжёлого и транспортного машиностроения СССР.
За творческую активность, большой личный вклад в дело повышения эффективности машиностроительного производства был в составе коллектива удостоен Государственной премии СССР за выдающиеся достижения в труде 1982 года.
Указом Президиума Верховного Совета СССР от 11 июля 1983 года присвоено звание Героя Социалистического Труда с вручением ордена Ленина и золотой медали «Серп и Молот».
Умер в 2006 году в Екатеринбурге. Похоронен на Северном кладбище Екатеринбурга.

## Награды
- Герой Социалистического Труда (11.07.1983)
- Орден Ленина (03.03.1976, 11.07.1983)
- Орден Трудового Красного Знамени (05.04.1971)